# Смрт у рају (4. сезона)
Четврта сезона британске полицијске крими-драмедије Смрт у рају емитована је од 8. јануара до 26. фебруара 2015. године на каналу BBC One.

## Опис
Фидела је на почетку сезоне заменила наредница Флоренс Касел. Половином сезоне, Камил одлази у Париз на нови посао, а на њено место је унапређена Флоренс док је на Флоренсино старо место дошао Ж. П. Хупер.

## Улоге
- Крис Маршал као ДИ Хамфри Гудмен
- Сара Мартинс као ДН Камил Бордеј (епизоде 1−4)
- Дени Џон-Џулс као Позорник Двејн Мајерс
- Жозефин Жобер као Наредница/ДН Флоренс Касел
- Тоби Бејкер као позорник Ж. П. Хупер (епизоде 5−8)
- Елизабет Буржин као Кетрин Бордеј
- Дон Варингтон као начелник Селвин Патерсон

## Епизоде
| Бр. еп. (укупно) | Бр. еп. (у сезони) | Наслов                            | Редитељ      | Сценариста         | Премијера         | Гледаност у Британији (милиони) |
| --- | ------------------ | --------------------------------- | ------------ | ------------------ | ----------------- | ------------------------------- |
| 25 | 1                  | "Убод у тами"                     | Ричард Сини  | Роберт Торогуд     | 8. јануар 2015.   | 8,92                            |
| На острвском фестивалу Фет Мури одржава се сеанса у покушају да се ступи у контакт са убијеним слугом из 1850. Међутим, док су врата била затворена и сви учесници се држали за руке, убијен је власник дестилерије рума. Учесници су уверени да се дух слуге вратио да убије, али Хамфри није и почиње да тражи алтернативно објашњење за смрт власника. Начелник Патерсон ускаче у помоћ екипи након Фиделовог одласка са Сент Мерија. Начелник Патерсон такође представља наредницу Флоренс Касел.                                                                     |                    |                                   |              |                    |                   |                                 |
| 26 | 2                  | "Скривене тајне"                  | Ричард Сини  | Сајмон Винстон     | 15. јануар 2015.  | 8,51                            |
| Власник школе сурфовања Џејк Питерс је убијен и опљачкан у својој радионици, упркос томе што је закључана изнутра и нема другог излаза. Једног од Џејкових ученика полиција већ тражи због крађе из друштва, али Хамфри тада схвата да постоје још два ученика са разлогом да желе Џејка мртвог. Џејков лекар обавештава Хамфрија да је Џејк смртно болестан, помажући Хамфрију да реши случај. Када се суочио са конкуренцијом за Камил, Хамфри појачава своје знаке наклоности према њој. Наредница Флоренс Касел наводи Двејна да постане привремени радохоличар.      |                    |                                   |              |                    |                   |                                 |
| 27 | 3                  | "Дабогда..."                      | Дејвид О'Нил | Том Хигинс         | 22. јануар 2015.  | 8,45                            |
| Друштво баштине Сент Мерија прославља историју острва уз оброк, али сви гости завршају отровани храном. Када је Френсис Дејвисон из друштва умро од још веће количине тровања, почиње истрага убиства, а Хамфри разматра мотиве гостију. Само сат пре смрти, председник је назвао Хамфрија и рекао да неко покушава да га убије. Хамфри сазнаје да се са председником син свађао само неколико сати пре смрти, док је секретарка друштва Тереза крала средства друштва. Док наставља да ради на решавању загонетке, Хамфријева снажна осећања према Камил су на врхунцу.  |                    |                                   |              |                    |                   |                                 |
| 28 | 4                  | "Док вас смрт не растави"         | Дејвид О'Нил | Ребека Војчеховски | 29. јануар 2015.  | 8,69                            |
| Хамфрија зову у хотел када је млада пронађена мртва у својој соби јутро после њене девојачке вечери. Екипа брзо утврђује да је млада познавала свог убицу јер га је добровољно пустила у своју собу пре него што је убијена. Корисно, неке 8-часовне свеће очигледно означавају време смрти. Камил размишља о својој будућности на Сент Мерију када јој је понуђен стални посао у Паризу. Хамфри одлучује да каже Камил шта заиста осећа према њој у покушају да је одврати да напусти острво, али упркос томе, Камил на крају одлучује да је време да се одсели у Париз. |                    |                                   |              |                    |                   |                                 |
| 29 | 5                  | "Пливање у убиству"               | Пол Марфи    | Ијан Кершо         | 5. фебруар 2015.  | 8,47                            |
| Пошто је Камил отишла, Флоренс је унапређена у детективку наредницу. Нови позорник Ж. П. Хупер се придружује екипи на Сент Мерију. Певач једне поп групе страдао је од струјног удара када је расвета пала у базен, а док су сви осумњичени били у студију у време убиства, љутили су се и на жртву која је пре више од 20 година запалила студио продуцента плоча. Док Хамфри наставља да трага за доказима за откривањем убице, наилази на бубу која није рођена на острву, помажући му да реши случај.                                                                 |                    |                                   |              |                    |                   |                                 |
| 30 | 6                  | "Савршено убиство"                | Пол Марфи    | Марк Брадерхуд     | 12. фебруар 2015. | 8,38                            |
| Становници Сент Мерија славе када се одбојкашки екипа пласирала у финале Међуострвског првенства у одбојци. Прославе су убрзо скраћене када је истакнута одбојкашица Шели Кенеди пронађена у задњем делу свог џипа, умотана у постељину, убодена у срце. С обзиром да су вести о Шелиној смрти брзо пријављене из главних новинских мрежа широм света, Хамфри и екипа осећају притисак да ухвате Шелиног убицу и схвате зашто је она убијена. |                    |                                   |              |                    |                   |                                 |
| 31 | 7                  | "Убијена је двапут"               | Ричард Сини  | Дејна Фејнару      | 19. фебруар 2015. | 9,10                            |
| Надмоћна шефица Анет Бурџес је убијена у свом кревету. Хамфри сазнаје да је њен телефон украден, као и да је један од њихових главних осумњичених Дом био у тајној вези са Анет, што му је дало највећи мотив за убиство. Дом признаје да је упуцао Анет, али онда Хамфри открива да је Анет заправо била мртва пре него што ју је Дом упуцао. |                    |                                   |              |                    |                   |                                 |
| 32 | 8                  | "Какав није отац, такав није син" | Ричард Сини  | Метју Бери         | 26. фебруар 2015. | 8,30                            |
| Осумњичени за убиство убијен је у својој затворској ћелији. Хамфри сазнаје да жртва није била одушевљена – и његова жена и брат су желели да се освете. Упркос томе, Хамфри не успева да схвати како је убица успео да се извуче са убиством жртве, пошто су Ж. П. и Двејн чували ћелију у време убиства. Упоредо са истрагом убиства, Хамфријев отац долази на Сент Мери да покуша да охрабри Хамфрија да се врати у Велику Британију и помири са женом. |                    |                                   |              |                    |                   |                                 |